# Cub trunchiat augmentat
În geometrie un cub trunchiat augmentat este un poliedru convex construit prin augmentarea unui cub trunchiat (un poliedru arhimedic) cu o cupolă pătrată (J4) pe una din fețele sale octogonale. Este poliedrul Johnson J66. Având 22 fețe, este un icosidiedru.

## Mărimi asociate
Următoarele formule pentru arie, A, și volum, V, sunt stabilite pentru lungimea laturilor tuturor poligoanelor (care sunt regulate) a:
{\displaystyle A=(15+10{\sqrt {2}}+3{\sqrt {3}})\,a^{2}\approx 34,338288~a^{2},}
{\displaystyle V=\left(8+{\frac {16{\sqrt {2}}}{3}}\right)a^{3}\approx 15,542472~a^{3}.}